# La Febró
La Febró är en kommun i Spanien.   Den ligger i provinsen Província de Tarragona och regionen Katalonien, i den östra delen av landet, 400 km öster om huvudstaden Madrid. Arean är 16,1 kvadratkilometer. La Febró gränsar till Prades, Capafonts, Vilaplana, Arbolí och Cornudella de Montsant. 
Terrängen i La Febró är huvudsakligen lite kuperad.